# Liste des communes du Tarn
Pour les autres listes de communes françaises, voir Listes des communes de France.
| - Le Tarn en France métropolitaine. - Carte des communes du Tarn. |

Cette page liste les 314 communes du département français du Tarn au 1er janvier 2025.

## Liste des communes
Le tableau suivant donne la liste des communes au 1er janvier 2025, en précisant leur code Insee, leur code postal principal, leur arrondissement, leur canton, leur intercommunalité, leur superficie, leur population et leur densité, d'après les chiffres de l'Insee issus du recensement 2022,.
| Nom                          | Code Insee | Code postal | Arrondissement | Canton                                        | Intercommunalité                                            | Superficie (km2) | Population (dernière pop. légale) | Densité (hab./km2) | Modifier                                    |
| ---------------------------- | ---------- | ----------- | -------------- | --------------------------------------------- | ----------------------------------------------------------- | ---------------- | --------------------------------- | ------------------ | ------------------------------------------- |
| Albi (préfecture)            | 81004      | 81000       | Albi           | Albi-1 Albi-2 Albi-3 Albi-4                   | CA de l'Albigeois                                           | 44,26            | 50 605 (2022)                     | 1 143              | modifier les données · modifier les données |
| Aguts                        | 81001      | 81470       | Castres        | Lavaur Cocagne                                | CC du Sor et de l'Agout                                     | 9,79             | 237 (2022)                        | 24                 | modifier les données · modifier les données |
| Aiguefonde                   | 81002      | 81200       | Castres        | Mazamet-1                                     | CA de Castres-Mazamet                                       | 19,13            | 2 507 (2022)                      | 131                | modifier les données · modifier les données |
| Alban                        | 81003      | 81250       | Albi           | Le Haut Dadou                                 | CC des Monts d'Alban et du Villefranchois                   | 9,82             | 949 (2022)                        | 97                 | modifier les données · modifier les données |
| Albine                       | 81005      | 81240       | Castres        | Mazamet-2 Vallée du Thoré                     | CC Thoré Montagne Noire                                     | 17,15            | 512 (2022)                        | 30                 | modifier les données · modifier les données |
| Algans                       | 81006      | 81470       | Castres        | Lavaur Cocagne                                | CC du Sor et de l'Agout                                     | 14,43            | 213 (2022)                        | 15                 | modifier les données · modifier les données |
| Almayrac                     | 81008      | 81190       | Albi           | Carmaux-1 Le Ségala                           | CC Carmausin-Ségala                                         | 10,97            | 294 (2022)                        | 27                 | modifier les données · modifier les données |
| Alos                         | 81007      | 81140       | Albi           | Vignobles et Bastides                         | CA Gaillac Graulhet Agglomération                           | 6,32             | 97 (2022)                         | 15                 | modifier les données · modifier les données |
| Amarens                      | 81009      | 81170       | Albi           | Carmaux-2 Vallée du Cérou                     | CC du Cordais et du Causse                                  | 4,88             | 64 (2022)                         | 13                 | modifier les données · modifier les données |
| Ambialet                     | 81010      | 81430       | Albi           | Le Haut Dadou                                 | CC des Monts d'Alban et du Villefranchois                   | 30,04            | 470 (2022)                        | 16                 | modifier les données · modifier les données |
| Ambres                       | 81011      | 81500       | Castres        | Les Portes du Tarn                            | CC Tarn-Agout                                               | 19,11            | 1 031 (2022)                      | 54                 | modifier les données · modifier les données |
| Andillac                     | 81012      | 81140       | Albi           | Vignobles et Bastides                         | CA Gaillac Graulhet Agglomération                           | 5,44             | 123 (2022)                        | 23                 | modifier les données · modifier les données |
| Andouque                     | 81013      | 81350       | Albi           | Carmaux-1 Le Ségala                           | CC Val 81                                                   | 26,21            | 391 (2022)                        | 15                 | modifier les données · modifier les données |
| Anglès                       | 81014      | 81260       | Castres        | Les Hautes Terres d'Oc                        | CC des Monts de Lacaune et de la Montagne du Haut Languedoc | 85,62            | 517 (2022)                        | 6,0                | modifier les données · modifier les données |
| Appelle                      | 81015      | 81700       | Castres        | Le Pastel                                     | CC du Sor et de l'Agout                                     | 3,87             | 69 (2022)                         | 18                 | modifier les données · modifier les données |
| Arfons                       | 81016      | 81110       | Castres        | La Montagne noire                             | CC Aux sources du Canal du Midi                             | 40,71            | 178 (2022)                        | 4,4                | modifier les données · modifier les données |
| Arifat                       | 81017      | 81360       | Castres        | Le Haut Dadou                                 | CC Centre Tarn                                              | 20,28            | 128 (2022)                        | 6,3                | modifier les données · modifier les données |
| Arthès                       | 81018      | 81160       | Albi           | Saint-Juéry                                   | CA de l'Albigeois                                           | 10,01            | 2 528 (2022)                      | 253                | modifier les données · modifier les données |
| Assac                        | 81019      | 81340       | Albi           | Carmaux-1 Le Ségala                           | CC Val 81                                                   | 15,06            | 151 (2022)                        | 10                 | modifier les données · modifier les données |
| Aussac                       | 81020      | 81600       | Albi           | Les Deux Rives                                | CA Gaillac Graulhet Agglomération                           | 6,06             | 263 (2022)                        | 43                 | modifier les données · modifier les données |
| Aussillon                    | 81021      | 81200       | Castres        | Mazamet-1                                     | CA de Castres-Mazamet                                       | 10,26            | 5 617 (2022)                      | 547                | modifier les données · modifier les données |
| Bannières                    | 81022      | 81500       | Castres        | Lavaur Cocagne                                | CC Tarn-Agout                                               | 7,31             | 211 (2022)                        | 29                 | modifier les données · modifier les données |
| Barre                        | 81023      | 81320       | Castres        | Les Hautes Terres d'Oc                        | CC des Monts de Lacaune et de la Montagne du Haut Languedoc | 15,07            | 206 (2022)                        | 14                 | modifier les données · modifier les données |
| Beauvais-sur-Tescou          | 81024      | 81630       | Albi           | Vignobles et Bastides                         | CA Gaillac Graulhet Agglomération                           | 12,10            | 376 (2022)                        | 31                 | modifier les données · modifier les données |
| Belcastel                    | 81025      | 81500       | Castres        | Lavaur Cocagne                                | CC Tarn-Agout                                               | 10,81            | 226 (2022)                        | 21                 | modifier les données · modifier les données |
| Bellegarde-Marsal            | 81026      | 81430       | Albi           | Le Haut Dadou                                 | CC des Monts d'Alban et du Villefranchois                   | 19,39            | 695 (2022)                        | 36                 | modifier les données · modifier les données |
| Belleserre                   | 81027      | 81540       | Castres        | La Montagne noire                             | CC Aux sources du Canal du Midi                             | 4,76             | 165 (2022)                        | 35                 | modifier les données · modifier les données |
| Berlats                      | 81028      | 81260       | Castres        | Les Hautes Terres d'Oc                        | CC des Monts de Lacaune et de la Montagne du Haut Languedoc | 10,45            | 113 (2022)                        | 11                 | modifier les données · modifier les données |
| Bernac                       | 81029      | 81150       | Albi           | Les Deux Rives                                | CA Gaillac Graulhet Agglomération                           | 5,54             | 185 (2022)                        | 33                 | modifier les données · modifier les données |
| Bertre                       | 81030      | 81700       | Castres        | Le Pastel                                     | CC du Sor et de l'Agout                                     | 4,14             | 108 (2022)                        | 26                 | modifier les données · modifier les données |
| Le Bez                       | 81031      | 81260       | Castres        | Les Hautes Terres d'Oc                        | CC Sidobre Vals et Plateaux                                 | 32,13            | 901 (2022)                        | 28                 | modifier les données · modifier les données |
| Blan                         | 81032      | 81700       | Castres        | Le Pastel                                     | CC Aux sources du Canal du Midi                             | 13,30            | 1 101 (2022)                      | 83                 | modifier les données · modifier les données |
| Blaye-les-Mines              | 81033      | 81400       | Albi           | Carmaux-2 Vallée du Cérou                     | CC Carmausin-Ségala                                         | 8,88             | 2 920 (2022)                      | 329                | modifier les données · modifier les données |
| Boissezon                    | 81034      | 81490       | Castres        | Mazamet-1                                     | CA de Castres-Mazamet                                       | 19,36            | 392 (2022)                        | 20                 | modifier les données · modifier les données |
| Bournazel                    | 81035      | 81170       | Albi           | Carmaux-2 Vallée du Cérou                     | CC du Cordais et du Causse                                  | 7,41             | 237 (2022)                        | 32                 | modifier les données · modifier les données |
| Bout-du-Pont-de-Larn         | 81036      | 81660       | Castres        | Mazamet-2 Vallée du Thoré                     | CC Thoré Montagne Noire                                     | 7,63             | 1 249 (2022)                      | 164                | modifier les données · modifier les données |
| Brassac                      | 81037      | 81260       | Castres        | Les Hautes Terres d'Oc                        | CC Sidobre Vals et Plateaux                                 | 23,87            | 1 293 (2022)                      | 54                 | modifier les données · modifier les données |
| Brens                        | 81038      | 81600       | Albi           | Gaillac                                       | CA Gaillac Graulhet Agglomération                           | 22,79            | 2 418 (2022)                      | 106                | modifier les données · modifier les données |
| Briatexte                    | 81039      | 81390       | Castres        | Graulhet                                      | CA Gaillac Graulhet Agglomération                           | 15,00            | 1 948 (2022)                      | 130                | modifier les données · modifier les données |
| Brousse                      | 81040      | 81440       | Castres        | Plaine de l'Agoût                             | CC du Lautrecois-Pays d'Agout                               | 14,77            | 439 (2022)                        | 30                 | modifier les données · modifier les données |
| Broze                        | 81041      | 81600       | Albi           | Gaillac                                       | CA Gaillac Graulhet Agglomération                           | 4,02             | 106 (2022)                        | 26                 | modifier les données · modifier les données |
| Burlats                      | 81042      | 81100       | Castres        | Castres-2                                     | CC Sidobre Vals et Plateaux                                 | 32,62            | 2 010 (2022)                      | 62                 | modifier les données · modifier les données |
| Busque                       | 81043      | 81300       | Castres        | Graulhet                                      | CA Gaillac Graulhet Agglomération                           | 8,38             | 719 (2022)                        | 86                 | modifier les données · modifier les données |
| Cabanès                      | 81044      | 81500       | Castres        | Plaine de l'Agoût                             | CC du Lautrecois-Pays d'Agout                               | 8,86             | 309 (2022)                        | 35                 | modifier les données · modifier les données |
| Les Cabannes                 | 81045      | 81170       | Albi           | Carmaux-2 Vallée du Cérou                     | CC du Cordais et du Causse                                  | 6,16             | 366 (2022)                        | 59                 | modifier les données · modifier les données |
| Cadalen                      | 81046      | 81600       | Albi           | Les Deux Rives                                | CA Gaillac Graulhet Agglomération                           | 40,41            | 1 540 (2022)                      | 38                 | modifier les données · modifier les données |
| Cadix                        | 81047      | 81340       | Albi           | Carmaux-1 Le Ségala                           | CC Val 81                                                   | 18,13            | 218 (2022)                        | 12                 | modifier les données · modifier les données |
| Cagnac-les-Mines             | 81048      | 81130       | Albi           | Albi-3                                        | CC Carmausin-Ségala                                         | 24,70            | 2 607 (2022)                      | 106                | modifier les données · modifier les données |
| Cahuzac                      | 81049      | 81540       | Castres        | La Montagne noire                             | CC Aux sources du Canal du Midi                             | 5,69             | 360 (2022)                        | 63                 | modifier les données · modifier les données |
| Cahuzac-sur-Vère             | 81051      | 81140       | Albi           | Vignobles et Bastides                         | CA Gaillac Graulhet Agglomération                           | 30,58            | 1 214 (2022)                      | 40                 | modifier les données · modifier les données |
| Cambon                       | 81052      | 81990       | Albi           | Saint-Juéry                                   | CA de l'Albigeois                                           | 7,71             | 2 128 (2022)                      | 276                | modifier les données · modifier les données |
| Cambon-lès-Lavaur            | 81050      | 81470       | Castres        | Lavaur Cocagne                                | CC du Sor et de l'Agout                                     | 12,14            | 355 (2022)                        | 29                 | modifier les données · modifier les données |
| Cambounès                    | 81053      | 81260       | Castres        | Les Hautes Terres d'Oc                        | CC Sidobre Vals et Plateaux                                 | 22,58            | 338 (2022)                        | 15                 | modifier les données · modifier les données |
| Cambounet-sur-le-Sor         | 81054      | 81580       | Castres        | Le Pastel                                     | CC du Sor et de l'Agout                                     | 7,65             | 972 (2022)                        | 127                | modifier les données · modifier les données |
| Les Cammazes                 | 81055      | 81540       | Castres        | La Montagne noire                             | CC Aux sources du Canal du Midi                             | 7,68             | 398 (2022)                        | 52                 | modifier les données · modifier les données |
| Campagnac                    | 81056      | 81140       | Albi           | Vignobles et Bastides                         | CA Gaillac Graulhet Agglomération                           | 7,43             | 159 (2022)                        | 21                 | modifier les données · modifier les données |
| Carbes                       | 81058      | 81570       | Castres        | Plaine de l'Agoût                             | CC du Lautrecois-Pays d'Agout                               | 7,40             | 241 (2022)                        | 33                 | modifier les données · modifier les données |
| Carlus                       | 81059      | 81990       | Albi           | Albi-2                                        | CA de l'Albigeois                                           | 10,60            | 659 (2022)                        | 62                 | modifier les données · modifier les données |
| Carmaux                      | 81060      | 81400       | Albi           | Carmaux-1 Le Ségala Carmaux-2 Vallée du Cérou | CC Carmausin-Ségala                                         | 14,16            | 9 927 (2022)                      | 701                | modifier les données · modifier les données |
| Castanet                     | 81061      | 81150       | Albi           | Les Deux Rives                                | CA Gaillac Graulhet Agglomération                           | 7,21             | 199 (2022)                        | 28                 | modifier les données · modifier les données |
| Castelnau-de-Lévis           | 81063      | 81150       | Albi           | Albi-3                                        | CA de l'Albigeois                                           | 21,42            | 1 615 (2022)                      | 75                 | modifier les données · modifier les données |
| Castelnau-de-Montmiral       | 81064      | 81140       | Albi           | Vignobles et Bastides                         | CA Gaillac Graulhet Agglomération                           | 88,81            | 1 055 (2022)                      | 12                 | modifier les données · modifier les données |
| Castres                      | 81065      | 81100       | Castres        | Castres-1 Castres-2 Castres-3                 | CA de Castres-Mazamet                                       | 98,17            | 42 700 (2022)                     | 435                | modifier les données · modifier les données |
| Caucalières                  | 81066      | 81200       | Castres        | Mazamet-1                                     | CA de Castres-Mazamet                                       | 12,80            | 288 (2022)                        | 23                 | modifier les données · modifier les données |
| Cestayrols                   | 81067      | 81150       | Albi           | Les Deux Rives                                | CA Gaillac Graulhet Agglomération                           | 17,03            | 462 (2022)                        | 27                 | modifier les données · modifier les données |
| Combefa                      | 81068      | 81640       | Albi           | Carmaux-2 Vallée du Cérou                     | CC Carmausin-Ségala                                         | 2,93             | 197 (2022)                        | 67                 | modifier les données · modifier les données |
| Cordes-sur-Ciel              | 81069      | 81170       | Albi           | Carmaux-2 Vallée du Cérou                     | CC du Cordais et du Causse                                  | 8,27             | 847 (2022)                        | 102                | modifier les données · modifier les données |
| Coufouleux                   | 81070      | 81800       | Albi           | Les Portes du Tarn                            | CA Gaillac Graulhet Agglomération                           | 27,16            | 3 041 (2022)                      | 112                | modifier les données · modifier les données |
| Courris                      | 81071      | 81340       | Albi           | Carmaux-1 Le Ségala                           | CC Val 81                                                   | 9,42             | 80 (2022)                         | 8,5                | modifier les données · modifier les données |
| Crespin                      | 81072      | 81350       | Albi           | Carmaux-1 Le Ségala                           | CC Carmausin-Ségala                                         | 14,15            | 101 (2022)                        | 7,1                | modifier les données · modifier les données |
| Crespinet                    | 81073      | 81350       | Albi           | Carmaux-1 Le Ségala                           | CC Val 81                                                   | 9,15             | 181 (2022)                        | 20                 | modifier les données · modifier les données |
| Cunac                        | 81074      | 81990       | Albi           | Saint-Juéry                                   | CA de l'Albigeois                                           | 6,38             | 1 622 (2022)                      | 254                | modifier les données · modifier les données |
| Cuq                          | 81075      | 81570       | Castres        | Plaine de l'Agoût                             | CC du Lautrecois-Pays d'Agout                               | 14,99            | 488 (2022)                        | 33                 | modifier les données · modifier les données |
| Cuq-Toulza                   | 81076      | 81470       | Castres        | Lavaur Cocagne                                | CC du Sor et de l'Agout                                     | 23,05            | 709 (2022)                        | 31                 | modifier les données · modifier les données |
| Curvalle                     | 81077      | 81250       | Albi           | Le Haut Dadou                                 | CC des Monts d'Alban et du Villefranchois                   | 38,63            | 393 (2022)                        | 10                 | modifier les données · modifier les données |
| Damiatte                     | 81078      | 81220       | Castres        | Plaine de l'Agoût                             | CC du Lautrecois-Pays d'Agout                               | 31,78            | 1 067 (2022)                      | 34                 | modifier les données · modifier les données |
| Dénat                        | 81079      | 81120       | Albi           | Saint-Juéry                                   | CA de l'Albigeois                                           | 15,01            | 845 (2022)                        | 56                 | modifier les données · modifier les données |
| Donnazac                     | 81080      | 81170       | Albi           | Carmaux-2 Vallée du Cérou                     | CC du Cordais et du Causse                                  | 4,74             | 59 (2022)                         | 12                 | modifier les données · modifier les données |
| Dourgne                      | 81081      | 81110       | Castres        | La Montagne noire                             | CC du Sor et de l'Agout                                     | 22,75            | 1 310 (2022)                      | 58                 | modifier les données · modifier les données |
| Le Dourn                     | 81082      | 81340       | Albi           | Carmaux-1 Le Ségala                           | CC Val 81                                                   | 9,32             | 116 (2022)                        | 12                 | modifier les données · modifier les données |
| Durfort                      | 81083      | 81540       | Castres        | La Montagne noire                             | CC Aux sources du Canal du Midi                             | 4,54             | 253 (2022)                        | 56                 | modifier les données · modifier les données |
| Escoussens                   | 81084      | 81290       | Castres        | La Montagne noire                             | CC du Sor et de l'Agout                                     | 23,62            | 611 (2022)                        | 26                 | modifier les données · modifier les données |
| Espérausses                  | 81086      | 81260       | Castres        | Les Hautes Terres d'Oc                        | CC des Monts de Lacaune et de la Montagne du Haut Languedoc | 12,20            | 155 (2022)                        | 13                 | modifier les données · modifier les données |
| Fauch                        | 81088      | 81120       | Albi           | Le Haut Dadou                                 | CC Centre Tarn                                              | 17,32            | 604 (2022)                        | 35                 | modifier les données · modifier les données |
| Faussergues                  | 81089      | 81340       | Albi           | Carmaux-1 Le Ségala                           | CC Val 81                                                   | 14,84            | 137 (2022)                        | 9,2                | modifier les données · modifier les données |
| Fayssac                      | 81087      | 81150       | Albi           | Les Deux Rives                                | CA Gaillac Graulhet Agglomération                           | 7,62             | 359 (2022)                        | 47                 | modifier les données · modifier les données |
| Fénols                       | 81090      | 81600       | Albi           | Les Deux Rives                                | CA Gaillac Graulhet Agglomération                           | 6,00             | 247 (2022)                        | 41                 | modifier les données · modifier les données |
| Fiac                         | 81092      | 81500       | Castres        | Plaine de l'Agoût                             | CC du Lautrecois-Pays d'Agout                               | 25,00            | 927 (2022)                        | 37                 | modifier les données · modifier les données |
| Florentin                    | 81093      | 81150       | Albi           | Les Deux Rives                                | CA Gaillac Graulhet Agglomération                           | 12,62            | 735 (2022)                        | 58                 | modifier les données · modifier les données |
| Fontrieu                     | 81062      | 81260       | Castres        | Les Hautes Terres d'Oc                        | CC Sidobre Vals et Plateaux                                 | 102,62           | 954 (2022)                        | 9,3                | modifier les données · modifier les données |
| Fraissines                   | 81094      | 81340       | Albi           | Carmaux-1 Le Ségala                           | CC Val 81                                                   | 6,34             | 91 (2022)                         | 14                 | modifier les données · modifier les données |
| Frausseilles                 | 81095      | 81170       | Albi           | Carmaux-2 Vallée du Cérou                     | CC du Cordais et du Causse                                  | 5,87             | 79 (2022)                         | 13                 | modifier les données · modifier les données |
| Le Fraysse                   | 81096      | 81430       | Albi           | Le Haut Dadou                                 | CC des Monts d'Alban et du Villefranchois                   | 29,63            | 420 (2022)                        | 14                 | modifier les données · modifier les données |
| Fréjairolles                 | 81097      | 81990       | Albi           | Saint-Juéry                                   | CA de l'Albigeois                                           | 17,41            | 1 313 (2022)                      | 75                 | modifier les données · modifier les données |
| Fréjeville                   | 81098      | 81570       | Castres        | Plaine de l'Agoût                             | CC du Lautrecois-Pays d'Agout                               | 9,48             | 721 (2022)                        | 76                 | modifier les données · modifier les données |
| Gaillac                      | 81099      | 81600       | Albi           | Gaillac                                       | CA Gaillac Graulhet Agglomération                           | 50,93            | 16 080 (2022)                     | 316                | modifier les données · modifier les données |
| Garrevaques                  | 81100      | 81700       | Castres        | Le Pastel                                     | CC Aux sources du Canal du Midi                             | 6,86             | 399 (2022)                        | 58                 | modifier les données · modifier les données |
| Le Garric                    | 81101      | 81450       | Albi           | Albi-4                                        | CC Carmausin-Ségala                                         | 22,88            | 1 292 (2022)                      | 56                 | modifier les données · modifier les données |
| Garrigues                    | 81102      | 81500       | Castres        | Les Portes du Tarn                            | CC Tarn-Agout                                               | 10,51            | 317 (2022)                        | 30                 | modifier les données · modifier les données |
| Gijounet                     | 81103      | 81530       | Castres        | Les Hautes Terres d'Oc                        | CC des Monts de Lacaune et de la Montagne du Haut Languedoc | 15,13            | 122 (2022)                        | 8,1                | modifier les données · modifier les données |
| Giroussens                   | 81104      | 81500       | Castres        | Les Portes du Tarn                            | CA Gaillac Graulhet Agglomération                           | 41,67            | 1 543 (2022)                      | 37                 | modifier les données · modifier les données |
| Graulhet                     | 81105      | 81300       | Castres        | Graulhet                                      | CA Gaillac Graulhet Agglomération                           | 56,75            | 13 275 (2022)                     | 234                | modifier les données · modifier les données |
| Grazac                       | 81106      | 81800       | Albi           | Vignobles et Bastides                         | CA Gaillac Graulhet Agglomération                           | 32,02            | 641 (2022)                        | 20                 | modifier les données · modifier les données |
| Guitalens-L'Albarède         | 81132      | 81220       | Castres        | Plaine de l'Agoût                             | CC du Lautrecois-Pays d'Agout                               | 9,36             | 835 (2022)                        | 89                 | modifier les données · modifier les données |
| Itzac                        | 81108      | 81170       | Albi           | Carmaux-2 Vallée du Cérou                     | CA Gaillac Graulhet Agglomération                           | 11,24            | 178 (2022)                        | 16                 | modifier les données · modifier les données |
| Jonquières                   | 81109      | 81440       | Castres        | Plaine de l'Agoût                             | CC du Lautrecois-Pays d'Agout                               | 12,20            | 443 (2022)                        | 36                 | modifier les données · modifier les données |
| Jouqueviel                   | 81110      | 81190       | Albi           | Carmaux-1 Le Ségala                           | CC Carmausin-Ségala                                         | 12,15            | 100 (2022)                        | 8,2                | modifier les données · modifier les données |
| Labarthe-Bleys               | 81111      | 81170       | Albi           | Carmaux-2 Vallée du Cérou                     | CC du Cordais et du Causse                                  | 9,06             | 73 (2022)                         | 8,1                | modifier les données · modifier les données |
| Labastide-de-Lévis           | 81112      | 81150       | Albi           | Les Deux Rives                                | CA Gaillac Graulhet Agglomération                           | 14,29            | 963 (2022)                        | 67                 | modifier les données · modifier les données |
| Labastide-Gabausse           | 81114      | 81400       | Albi           | Carmaux-2 Vallée du Cérou                     | CC Carmausin-Ségala                                         | 12,18            | 538 (2022)                        | 44                 | modifier les données · modifier les données |
| Labastide-Rouairoux          | 81115      | 81270       | Castres        | Mazamet-2 Vallée du Thoré                     | CC Thoré Montagne Noire                                     | 23,67            | 1 418 (2022)                      | 60                 | modifier les données · modifier les données |
| Labastide-Saint-Georges      | 81116      | 81500       | Castres        | Lavaur Cocagne                                | CC Tarn-Agout                                               | 6,23             | 1 985 (2022)                      | 319                | modifier les données · modifier les données |
| Labessière-Candeil           | 81117      | 81300       | Albi           | Les Deux Rives                                | CA Gaillac Graulhet Agglomération                           | 21,98            | 726 (2022)                        | 33                 | modifier les données · modifier les données |
| Laboulbène                   | 81118      | 81100       | Castres        | Plaine de l'Agoût                             | CC du Lautrecois-Pays d'Agout                               | 4,65             | 167 (2022)                        | 36                 | modifier les données · modifier les données |
| Laboutarie                   | 81119      | 81120       | Albi           | Le Haut Dadou                                 | CC Centre Tarn                                              | 5,39             | 508 (2022)                        | 94                 | modifier les données · modifier les données |
| Labruguière                  | 81120      | 81290       | Castres        | La Montagne noire                             | CA de Castres-Mazamet                                       | 60,73            | 6 567 (2022)                      | 108                | modifier les données · modifier les données |
| Lacabarède                   | 81121      | 81240       | Castres        | Mazamet-2 Vallée du Thoré                     | CC Thoré Montagne Noire                                     | 14,50            | 289 (2022)                        | 20                 | modifier les données · modifier les données |
| Lacapelle-Escroux            | 81085      | 81530       | Castres        | Les Hautes Terres d'Oc                        | CC des Monts de Lacaune et de la Montagne du Haut Languedoc | 10,24            | 40 (2022)                         | 3,9                | modifier les données · modifier les données |
| Lacapelle-Pinet              | 81122      | 81340       | Albi           | Carmaux-1 Le Ségala                           | CC Val 81                                                   | 8,15             | 69 (2022)                         | 8,5                | modifier les données · modifier les données |
| Lacapelle-Ségalar            | 81123      | 81170       | Albi           | Carmaux-2 Vallée du Cérou                     | CC du Cordais et du Causse                                  | 6,83             | 90 (2022)                         | 13                 | modifier les données · modifier les données |
| Lacaune                      | 81124      | 81230       | Castres        | Les Hautes Terres d'Oc                        | CC des Monts de Lacaune et de la Montagne du Haut Languedoc | 91,36            | 2 469 (2022)                      | 27                 | modifier les données · modifier les données |
| Lacaze                       | 81125      | 81330       | Castres        | Les Hautes Terres d'Oc                        | CC Sidobre Vals et Plateaux                                 | 46,16            | 317 (2022)                        | 6,9                | modifier les données · modifier les données |
| Lacougotte-Cadoul            | 81126      | 81500       | Castres        | Lavaur Cocagne                                | CC Tarn-Agout                                               | 8,81             | 178 (2022)                        | 20                 | modifier les données · modifier les données |
| Lacroisille                  | 81127      | 81470       | Castres        | Lavaur Cocagne                                | CC du Sor et de l'Agout                                     | 6,67             | 100 (2022)                        | 15                 | modifier les données · modifier les données |
| Lacrouzette                  | 81128      | 81210       | Castres        | Les Hautes Terres d'Oc                        | CC Sidobre Vals et Plateaux                                 | 28,77            | 1 533 (2022)                      | 53                 | modifier les données · modifier les données |
| Lagardiolle                  | 81129      | 81110       | Castres        | La Montagne noire                             | CC du Sor et de l'Agout                                     | 10,25            | 232 (2022)                        | 23                 | modifier les données · modifier les données |
| Lagarrigue                   | 81130      | 81090       | Castres        | Mazamet-1                                     | CA de Castres-Mazamet                                       | 4,86             | 1 786 (2022)                      | 367                | modifier les données · modifier les données |
| Lagrave                      | 81131      | 81150       | Albi           | Les Deux Rives                                | CA Gaillac Graulhet Agglomération                           | 9,46             | 2 275 (2022)                      | 240                | modifier les données · modifier les données |
| Lamillarié                   | 81133      | 81120       | Albi           | Le Haut Dadou                                 | CC Centre Tarn                                              | 13,95            | 510 (2022)                        | 37                 | modifier les données · modifier les données |
| Lamontélarié                 | 81134      | 81260       | Castres        | Les Hautes Terres d'Oc                        | CC des Monts de Lacaune et de la Montagne du Haut Languedoc | 21,58            | 55 (2022)                         | 2,5                | modifier les données · modifier les données |
| Laparrouquial                | 81135      | 81640       | Albi           | Carmaux-2 Vallée du Cérou                     | CC du Cordais et du Causse                                  | 8,43             | 93 (2022)                         | 11                 | modifier les données · modifier les données |
| Larroque                     | 81136      | 81140       | Albi           | Vignobles et Bastides                         | CA Gaillac Graulhet Agglomération                           | 17,97            | 161 (2022)                        | 9,0                | modifier les données · modifier les données |
| Lasfaillades                 | 81137      | 81260       | Castres        | Les Hautes Terres d'Oc                        | CC Sidobre Vals et Plateaux                                 | 8,32             | 88 (2022)                         | 11                 | modifier les données · modifier les données |
| Lasgraisses                  | 81138      | 81300       | Albi           | Les Deux Rives                                | CA Gaillac Graulhet Agglomération                           | 12,22            | 575 (2022)                        | 47                 | modifier les données · modifier les données |
| Lautrec                      | 81139      | 81440       | Castres        | Plaine de l'Agoût                             | CC du Lautrecois-Pays d'Agout                               | 54,64            | 1 690 (2022)                      | 31                 | modifier les données · modifier les données |
| Lavaur                       | 81140      | 81500       | Castres        | Lavaur Cocagne                                | CC Tarn-Agout                                               | 62,83            | 10 884 (2022)                     | 173                | modifier les données · modifier les données |
| Lédas-et-Penthiès            | 81141      | 81340       | Albi           | Carmaux-1 Le Ségala                           | CC Val 81                                                   | 12,53            | 161 (2022)                        | 13                 | modifier les données · modifier les données |
| Lempaut                      | 81142      | 81700       | Castres        | Le Pastel                                     | CC Aux sources du Canal du Midi                             | 14,18            | 883 (2022)                        | 62                 | modifier les données · modifier les données |
| Lescout                      | 81143      | 81110       | Castres        | Le Pastel                                     | CC du Sor et de l'Agout                                     | 6,72             | 774 (2022)                        | 115                | modifier les données · modifier les données |
| Lescure-d'Albigeois          | 81144      | 81380       | Albi           | Albi-4                                        | CA de l'Albigeois                                           | 14,18            | 4 585 (2022)                      | 323                | modifier les données · modifier les données |
| Lisle-sur-Tarn               | 81145      | 81310       | Albi           | Vignobles et Bastides                         | CA Gaillac Graulhet Agglomération                           | 86,56            | 4 857 (2022)                      | 56                 | modifier les données · modifier les données |
| Livers-Cazelles              | 81146      | 81170       | Albi           | Carmaux-2 Vallée du Cérou                     | CC du Cordais et du Causse                                  | 13,05            | 239 (2022)                        | 18                 | modifier les données · modifier les données |
| Lombers                      | 81147      | 81120       | Albi           | Le Haut Dadou                                 | CC Centre Tarn                                              | 38,79            | 1 090 (2022)                      | 28                 | modifier les données · modifier les données |
| Loubers                      | 81148      | 81170       | Albi           | Carmaux-2 Vallée du Cérou                     | CC du Cordais et du Causse                                  | 4,23             | 94 (2022)                         | 22                 | modifier les données · modifier les données |
| Loupiac                      | 81149      | 81800       | Albi           | Les Portes du Tarn                            | CA Gaillac Graulhet Agglomération                           | 10,82            | 448 (2022)                        | 41                 | modifier les données · modifier les données |
| Lugan                        | 81150      | 81500       | Castres        | Les Portes du Tarn                            | CC Tarn-Agout                                               | 10,13            | 420 (2022)                        | 41                 | modifier les données · modifier les données |
| Magrin                       | 81151      | 81220       | Castres        | Plaine de l'Agoût                             | CC du Lautrecois-Pays d'Agout                               | 8,07             | 135 (2022)                        | 17                 | modifier les données · modifier les données |
| Mailhoc                      | 81152      | 81130       | Albi           | Albi-3                                        | CC Carmausin-Ségala                                         | 12,67            | 309 (2022)                        | 24                 | modifier les données · modifier les données |
| Marnaves                     | 81154      | 81170       | Albi           | Carmaux-2 Vallée du Cérou                     | CC du Cordais et du Causse                                  | 10,29            | 82 (2022)                         | 8,0                | modifier les données · modifier les données |
| Marssac-sur-Tarn             | 81156      | 81150       | Albi           | Albi-3                                        | CA de l'Albigeois                                           | 7,17             | 3 486 (2022)                      | 486                | modifier les données · modifier les données |
| Marzens                      | 81157      | 81500       | Castres        | Lavaur Cocagne                                | CC Tarn-Agout                                               | 11,26            | 311 (2022)                        | 28                 | modifier les données · modifier les données |
| Le Masnau-Massuguiès         | 81158      | 81530       | Castres        | Les Hautes Terres d'Oc                        | CC Sidobre Vals et Plateaux                                 | 47,63            | 253 (2022)                        | 5,3                | modifier les données · modifier les données |
| Massac-Séran                 | 81159      | 81500       | Castres        | Lavaur Cocagne                                | CC Tarn-Agout                                               | 8,52             | 493 (2022)                        | 58                 | modifier les données · modifier les données |
| Massaguel                    | 81160      | 81110       | Castres        | La Montagne noire                             | CC du Sor et de l'Agout                                     | 10,09            | 346 (2022)                        | 34                 | modifier les données · modifier les données |
| Massals                      | 81161      | 81250       | Albi           | Le Haut Dadou                                 | CC des Monts d'Alban et du Villefranchois                   | 16,30            | 113 (2022)                        | 6,9                | modifier les données · modifier les données |
| Maurens-Scopont              | 81162      | 81470       | Castres        | Lavaur Cocagne                                | CC du Sor et de l'Agout                                     | 8,60             | 139 (2022)                        | 16                 | modifier les données · modifier les données |
| Mazamet                      | 81163      | 81200       | Castres        | Mazamet-1 Mazamet-2 Vallée du Thoré           | CA de Castres-Mazamet                                       | 72,08            | 10 123 (2022)                     | 140                | modifier les données · modifier les données |
| Mézens                       | 81164      | 81800       | Albi           | Vignobles et Bastides                         | CA Gaillac Graulhet Agglomération                           | 5,90             | 531 (2022)                        | 90                 | modifier les données · modifier les données |
| Milhars                      | 81165      | 81170       | Albi           | Carmaux-2 Vallée du Cérou                     | CC du Cordais et du Causse                                  | 16,28            | 231 (2022)                        | 14                 | modifier les données · modifier les données |
| Milhavet                     | 81166      | 81130       | Albi           | Albi-3                                        | CC Carmausin-Ségala                                         | 4,28             | 99 (2022)                         | 23                 | modifier les données · modifier les données |
| Miolles                      | 81167      | 81250       | Albi           | Le Haut Dadou                                 | CC des Monts d'Alban et du Villefranchois                   | 12,10            | 107 (2022)                        | 8,8                | modifier les données · modifier les données |
| Mirandol-Bourgnounac         | 81168      | 81190       | Albi           | Carmaux-1 Le Ségala                           | CC Carmausin-Ségala                                         | 38,19            | 1 031 (2022)                      | 27                 | modifier les données · modifier les données |
| Missècle                     | 81169      | 81300       | Castres        | Graulhet                                      | CC du Lautrecois-Pays d'Agout                               | 5,77             | 98 (2022)                         | 17                 | modifier les données · modifier les données |
| Monestiés                    | 81170      | 81640       | Albi           | Carmaux-2 Vallée du Cérou                     | CC Carmausin-Ségala                                         | 26,83            | 1 385 (2022)                      | 52                 | modifier les données · modifier les données |
| Mont-Roc                     | 81183      | 81120       | Castres        | Le Haut Dadou                                 | CC des Monts d'Alban et du Villefranchois                   | 14,18            | 192 (2022)                        | 14                 | modifier les données · modifier les données |
| Montans                      | 81171      | 81600       | Albi           | Les Deux Rives                                | CA Gaillac Graulhet Agglomération                           | 32,43            | 1 547 (2022)                      | 48                 | modifier les données · modifier les données |
| Montauriol                   | 81172      | 81190       | Albi           | Carmaux-1 Le Ségala                           | CC Carmausin-Ségala                                         | 5,30             | 59 (2022)                         | 11                 | modifier les données · modifier les données |
| Montcabrier                  | 81173      | 81500       | Castres        | Lavaur Cocagne                                | CC Tarn-Agout                                               | 5,43             | 315 (2022)                        | 58                 | modifier les données · modifier les données |
| Montdragon                   | 81174      | 81440       | Castres        | Plaine de l'Agoût                             | CC du Lautrecois-Pays d'Agout                               | 12,19            | 613 (2022)                        | 50                 | modifier les données · modifier les données |
| Montdurausse                 | 81175      | 81630       | Albi           | Vignobles et Bastides                         | CA Gaillac Graulhet Agglomération                           | 15,92            | 394 (2022)                        | 25                 | modifier les données · modifier les données |
| Montels                      | 81176      | 81140       | Albi           | Vignobles et Bastides                         | CA Gaillac Graulhet Agglomération                           | 3,23             | 109 (2022)                        | 34                 | modifier les données · modifier les données |
| Montfa                       | 81177      | 81210       | Castres        | Castres-2                                     | CC Sidobre Vals et Plateaux                                 | 10,69            | 468 (2022)                        | 44                 | modifier les données · modifier les données |
| Montgaillard                 | 81178      | 81630       | Albi           | Vignobles et Bastides                         | CA Gaillac Graulhet Agglomération                           | 14,95            | 361 (2022)                        | 24                 | modifier les données · modifier les données |
| Montgey                      | 81179      | 81470       | Castres        | Lavaur Cocagne                                | CC Aux sources du Canal du Midi                             | 9,91             | 274 (2022)                        | 28                 | modifier les données · modifier les données |
| Montirat                     | 81180      | 81190       | Albi           | Carmaux-2 Vallée du Cérou                     | CC Carmausin-Ségala                                         | 27,78            | 266 (2022)                        | 9,6                | modifier les données · modifier les données |
| Montpinier                   | 81181      | 81440       | Castres        | Plaine de l'Agoût                             | CC du Lautrecois-Pays d'Agout                               | 7,60             | 186 (2022)                        | 24                 | modifier les données · modifier les données |
| Montredon-Labessonnié        | 81182      | 81360       | Castres        | Le Haut Dadou                                 | CC Centre Tarn                                              | 110,88           | 2 080 (2022)                      | 19                 | modifier les données · modifier les données |
| Montrosier                   | 81184      | 81170       | Albi           | Carmaux-2 Vallée du Cérou                     | CC du Quercy Rouergue et des Gorges de l'Aveyron            | 3,39             | 34 (2022)                         | 10                 | modifier les données · modifier les données |
| Montvalen                    | 81185      | 81630       | Albi           | Vignobles et Bastides                         | CA Gaillac Graulhet Agglomération                           | 11,73            | 243 (2022)                        | 21                 | modifier les données · modifier les données |
| Moularès                     | 81186      | 81190       | Albi           | Carmaux-1 Le Ségala                           | CC Carmausin-Ségala                                         | 16,81            | 255 (2022)                        | 15                 | modifier les données · modifier les données |
| Moulayrès                    | 81187      | 81300       | Castres        | Graulhet                                      | CC du Lautrecois-Pays d'Agout                               | 8,85             | 216 (2022)                        | 24                 | modifier les données · modifier les données |
| Moulin-Mage                  | 81188      | 81320       | Castres        | Les Hautes Terres d'Oc                        | CC des Monts de Lacaune et de la Montagne du Haut Languedoc | 15,06            | 304 (2022)                        | 20                 | modifier les données · modifier les données |
| Mouzens                      | 81189      | 81470       | Castres        | Lavaur Cocagne                                | CC du Sor et de l'Agout                                     | 4,87             | 117 (2022)                        | 24                 | modifier les données · modifier les données |
| Mouzieys-Panens              | 81191      | 81170       | Albi           | Carmaux-2 Vallée du Cérou                     | CC du Cordais et du Causse                                  | 13,13            | 249 (2022)                        | 19                 | modifier les données · modifier les données |
| Mouzieys-Teulet              | 81190      | 81430       | Albi           | Le Haut Dadou                                 | CC des Monts d'Alban et du Villefranchois                   | 13,21            | 494 (2022)                        | 37                 | modifier les données · modifier les données |
| Murat-sur-Vèbre              | 81192      | 81320       | Castres        | Les Hautes Terres d'Oc                        | CC des Monts de Lacaune et de la Montagne du Haut Languedoc | 93,87            | 851 (2022)                        | 9,1                | modifier les données · modifier les données |
| Nages                        | 81193      | 81320       | Castres        | Les Hautes Terres d'Oc                        | CC des Monts de Lacaune et de la Montagne du Haut Languedoc | 47,11            | 345 (2022)                        | 7,3                | modifier les données · modifier les données |
| Navès                        | 81195      | 81710       | Castres        | Castres-3                                     | CA de Castres-Mazamet                                       | 9,75             | 690 (2022)                        | 71                 | modifier les données · modifier les données |
| Noailhac                     | 81196      | 81490       | Castres        | Mazamet-1                                     | CA de Castres-Mazamet                                       | 20,77            | 835 (2022)                        | 40                 | modifier les données · modifier les données |
| Noailles                     | 81197      | 81170       | Albi           | Carmaux-2 Vallée du Cérou                     | CC du Cordais et du Causse                                  | 11,59            | 207 (2022)                        | 18                 | modifier les données · modifier les données |
| Orban                        | 81198      | 81120       | Albi           | Le Haut Dadou                                 | CC Centre Tarn                                              | 8,76             | 337 (2022)                        | 38                 | modifier les données · modifier les données |
| Padiès                       | 81199      | 81340       | Albi           | Carmaux-1 Le Ségala                           | CC Val 81                                                   | 14,69            | 154 (2022)                        | 10                 | modifier les données · modifier les données |
| Palleville                   | 81200      | 81700       | Castres        | Le Pastel                                     | CC Aux sources du Canal du Midi                             | 6,44             | 447 (2022)                        | 69                 | modifier les données · modifier les données |
| Pampelonne                   | 81201      | 81190       | Albi           | Carmaux-1 Le Ségala                           | CC Carmausin-Ségala                                         | 36,40            | 959 (2022)                        | 26                 | modifier les données · modifier les données |
| Parisot                      | 81202      | 81310       | Albi           | Les Deux Rives                                | CA Gaillac Graulhet Agglomération                           | 28,99            | 1 009 (2022)                      | 35                 | modifier les données · modifier les données |
| Paulinet                     | 81203      | 81250       | Albi           | Le Haut Dadou                                 | CC des Monts d'Alban et du Villefranchois                   | 73,75            | 506 (2022)                        | 6,9                | modifier les données · modifier les données |
| Payrin-Augmontel             | 81204      | 81660       | Castres        | Mazamet-1                                     | CA de Castres-Mazamet                                       | 12,84            | 2 193 (2022)                      | 171                | modifier les données · modifier les données |
| Péchaudier                   | 81205      | 81470       | Castres        | Lavaur Cocagne                                | CC du Sor et de l'Agout                                     | 6,80             | 185 (2022)                        | 27                 | modifier les données · modifier les données |
| Penne                        | 81206      | 81140       | Albi           | Carmaux-2 Vallée du Cérou                     | CC du Cordais et du Causse                                  | 64,04            | 597 (2022)                        | 9,3                | modifier les données · modifier les données |
| Peyregoux                    | 81207      | 81440       | Castres        | Plaine de l'Agoût                             | CC du Lautrecois-Pays d'Agout                               | 4,50             | 84 (2022)                         | 19                 | modifier les données · modifier les données |
| Peyrole                      | 81208      | 81310       | Albi           | Les Deux Rives                                | CA Gaillac Graulhet Agglomération                           | 20,59            | 557 (2022)                        | 27                 | modifier les données · modifier les données |
| Pont-de-Larn                 | 81209      | 81660       | Castres        | Mazamet-2 Vallée du Thoré                     | CA de Castres-Mazamet                                       | 34,51            | 2 866 (2022)                      | 83                 | modifier les données · modifier les données |
| Poudis                       | 81210      | 81700       | Castres        | Le Pastel                                     | CC Aux sources du Canal du Midi                             | 4,62             | 271 (2022)                        | 59                 | modifier les données · modifier les données |
| Poulan-Pouzols               | 81211      | 81120       | Albi           | Le Haut Dadou                                 | CC Centre Tarn                                              | 11,86            | 486 (2022)                        | 41                 | modifier les données · modifier les données |
| Prades                       | 81212      | 81220       | Castres        | Plaine de l'Agoût                             | CC du Lautrecois-Pays d'Agout                               | 5,24             | 118 (2022)                        | 23                 | modifier les données · modifier les données |
| Pratviel                     | 81213      | 81500       | Castres        | Plaine de l'Agoût                             | CC du Lautrecois-Pays d'Agout                               | 7,11             | 91 (2022)                         | 13                 | modifier les données · modifier les données |
| Puéchoursi                   | 81214      | 81470       | Castres        | Lavaur Cocagne                                | CC Aux sources du Canal du Midi                             | 3,55             | 109 (2022)                        | 31                 | modifier les données · modifier les données |
| Puybegon                     | 81215      | 81390       | Castres        | Graulhet                                      | CA Gaillac Graulhet Agglomération                           | 19,01            | 646 (2022)                        | 34                 | modifier les données · modifier les données |
| Puycalvel                    | 81216      | 81440       | Castres        | Plaine de l'Agoût                             | CC du Lautrecois-Pays d'Agout                               | 12,27            | 215 (2022)                        | 18                 | modifier les données · modifier les données |
| Puycelsi                     | 81217      | 81140       | Albi           | Vignobles et Bastides                         | CA Gaillac Graulhet Agglomération                           | 39,20            | 458 (2022)                        | 12                 | modifier les données · modifier les données |
| Puygouzon                    | 81218      | 81120 81990 | Albi           | Albi-2                                        | CA de l'Albigeois                                           | 19,96            | 3 549 (2022)                      | 178                | modifier les données · modifier les données |
| Puylaurens                   | 81219      | 81700       | Castres        | Le Pastel                                     | CC du Sor et de l'Agout                                     | 81,82            | 3 212 (2022)                      | 39                 | modifier les données · modifier les données |
| Rabastens                    | 81220      | 81800       | Albi           | Vignobles et Bastides                         | CA Gaillac Graulhet Agglomération                           | 66,29            | 5 801 (2022)                      | 88                 | modifier les données · modifier les données |
| Rayssac                      | 81221      | 81330       | Castres        | Le Haut Dadou                                 | CC des Monts d'Alban et du Villefranchois                   | 29,95            | 233 (2022)                        | 7,8                | modifier les données · modifier les données |
| Réalmont                     | 81222      | 81120       | Albi           | Le Haut Dadou                                 | CC Centre Tarn                                              | 14,33            | 3 542 (2022)                      | 247                | modifier les données · modifier les données |
| Le Rialet                    | 81223      | 81240       | Castres        | Mazamet-2 Vallée du Thoré                     | CC Thoré Montagne Noire                                     | 7,64             | 63 (2022)                         | 8,2                | modifier les données · modifier les données |
| Le Riols                     | 81224      | 81170       | Albi           | Carmaux-2 Vallée du Cérou                     | CC du Cordais et du Causse                                  | 5,01             | 99 (2022)                         | 20                 | modifier les données · modifier les données |
| Rivières                     | 81225      | 81600       | Albi           | Les Deux Rives                                | CA Gaillac Graulhet Agglomération                           | 9,57             | 1 065 (2022)                      | 111                | modifier les données · modifier les données |
| Roquecourbe                  | 81227      | 81210       | Castres        | Castres-2                                     | CC Sidobre Vals et Plateaux                                 | 16,65            | 2 181 (2022)                      | 131                | modifier les données · modifier les données |
| Roquemaure                   | 81228      | 81800       | Albi           | Vignobles et Bastides                         | CA Gaillac Graulhet Agglomération                           | 15,77            | 468 (2022)                        | 30                 | modifier les données · modifier les données |
| Roquevidal                   | 81229      | 81470       | Castres        | Lavaur Cocagne                                | CC Tarn-Agout                                               | 7,71             | 137 (2022)                        | 18                 | modifier les données · modifier les données |
| Rosières                     | 81230      | 81400       | Albi           | Carmaux-1 Le Ségala                           | CC Carmausin-Ségala                                         | 10,55            | 722 (2022)                        | 68                 | modifier les données · modifier les données |
| Rouairoux                    | 81231      | 81240       | Castres        | Mazamet-2 Vallée du Thoré                     | CC Thoré Montagne Noire                                     | 28,48            | 387 (2022)                        | 14                 | modifier les données · modifier les données |
| Rouffiac                     | 81232      | 81150       | Albi           | Albi-2                                        | CA de l'Albigeois                                           | 11,13            | 632 (2022)                        | 57                 | modifier les données · modifier les données |
| Roussayrolles                | 81234      | 81140       | Albi           | Carmaux-2 Vallée du Cérou                     | CC du Cordais et du Causse                                  | 5,38             | 85 (2022)                         | 16                 | modifier les données · modifier les données |
| Saint-Affrique-les-Montagnes | 81235      | 81290       | Castres        | La Montagne noire                             | CC du Sor et de l'Agout                                     | 7,86             | 750 (2022)                        | 95                 | modifier les données · modifier les données |
| Saint-Agnan                  | 81236      | 81500       | Castres        | Les Portes du Tarn                            | CC Tarn-Agout                                               | 6,88             | 295 (2022)                        | 43                 | modifier les données · modifier les données |
| Saint-Amancet                | 81237      | 81110       | Castres        | La Montagne noire                             | CC Aux sources du Canal du Midi                             | 12,33            | 176 (2022)                        | 14                 | modifier les données · modifier les données |
| Saint-Amans-Soult            | 81238      | 81240       | Castres        | Mazamet-2 Vallée du Thoré                     | CA de Castres-Mazamet                                       | 24,87            | 1 524 (2022)                      | 61                 | modifier les données · modifier les données |
| Saint-Amans-Valtoret         | 81239      | 81240       | Castres        | Mazamet-2 Vallée du Thoré                     | CC Thoré Montagne Noire                                     | 35,58            | 862 (2022)                        | 24                 | modifier les données · modifier les données |
| Saint-André                  | 81240      | 81250       | Albi           | Le Haut Dadou                                 | CC des Monts d'Alban et du Villefranchois                   | 7,27             | 102 (2022)                        | 14                 | modifier les données · modifier les données |
| Saint-Avit                   | 81242      | 81110       | Castres        | La Montagne noire                             | CC du Sor et de l'Agout                                     | 4,86             | 279 (2022)                        | 57                 | modifier les données · modifier les données |
| Saint-Beauzile               | 81243      | 81140       | Albi           | Vignobles et Bastides                         | CA Gaillac Graulhet Agglomération                           | 9,23             | 129 (2022)                        | 14                 | modifier les données · modifier les données |
| Saint-Benoît-de-Carmaux      | 81244      | 81400       | Albi           | Carmaux-2 Vallée du Cérou                     | CC Carmausin-Ségala                                         | 4,49             | 2 059 (2022)                      | 459                | modifier les données · modifier les données |
| Saint-Christophe             | 81245      | 81190       | Albi           | Carmaux-2 Vallée du Cérou                     | CC Carmausin-Ségala                                         | 14,47            | 131 (2022)                        | 9,1                | modifier les données · modifier les données |
| Saint-Cirgue                 | 81247      | 81340       | Albi           | Carmaux-1 Le Ségala                           | CC Val 81                                                   | 18,70            | 219 (2022)                        | 12                 | modifier les données · modifier les données |
| Saint-Gauzens                | 81248      | 81390       | Castres        | Graulhet                                      | CA Gaillac Graulhet Agglomération                           | 18,42            | 912 (2022)                        | 50                 | modifier les données · modifier les données |
| Saint-Genest-de-Contest      | 81250      | 81440       | Castres        | Plaine de l'Agoût                             | CC du Lautrecois-Pays d'Agout                               | 13,71            | 281 (2022)                        | 20                 | modifier les données · modifier les données |
| Saint-Germain-des-Prés       | 81251      | 81700       | Castres        | Le Pastel                                     | CC du Sor et de l'Agout                                     | 16,97            | 920 (2022)                        | 54                 | modifier les données · modifier les données |
| Saint-Germier                | 81252      | 81210       | Castres        | Castres-2                                     | CC Sidobre Vals et Plateaux                                 | 4,16             | 156 (2022)                        | 38                 | modifier les données · modifier les données |
| Saint-Grégoire               | 81253      | 81350       | Albi           | Carmaux-1 Le Ségala                           | CC Val 81                                                   | 12,75            | 471 (2022)                        | 37                 | modifier les données · modifier les données |
| Saint-Jean-de-Marcel         | 81254      | 81350       | Albi           | Carmaux-1 Le Ségala                           | CC Carmausin-Ségala                                         | 18,25            | 385 (2022)                        | 21                 | modifier les données · modifier les données |
| Saint-Jean-de-Rives          | 81255      | 81500       | Castres        | Les Portes du Tarn                            | CC Tarn-Agout                                               | 6,02             | 512 (2022)                        | 85                 | modifier les données · modifier les données |
| Saint-Jean-de-Vals           | 81256      | 81210       | Castres        | Castres-2                                     | CC Sidobre Vals et Plateaux                                 | 4,75             | 84 (2022)                         | 18                 | modifier les données · modifier les données |
| Saint-Juéry                  | 81257      | 81160       | Albi           | Saint-Juéry                                   | CA de l'Albigeois                                           | 9,21             | 6 575 (2022)                      | 714                | modifier les données · modifier les données |
| Saint-Julien-du-Puy          | 81258      | 81440       | Castres        | Plaine de l'Agoût                             | CC du Lautrecois-Pays d'Agout                               | 19,38            | 446 (2022)                        | 23                 | modifier les données · modifier les données |
| Saint-Julien-Gaulène         | 81259      | 81340       | Albi           | Carmaux-1 Le Ségala                           | CC Val 81                                                   | 11,84            | 226 (2022)                        | 19                 | modifier les données · modifier les données |
| Saint-Lieux-lès-Lavaur       | 81261      | 81500       | Castres        | Les Portes du Tarn                            | CC Tarn-Agout                                               | 9,54             | 1 232 (2022)                      | 129                | modifier les données · modifier les données |
| Saint-Marcel-Campes          | 81262      | 81170       | Albi           | Carmaux-2 Vallée du Cérou                     | CC du Cordais et du Causse                                  | 22,34            | 230 (2022)                        | 10                 | modifier les données · modifier les données |
| Saint-Martin-Laguépie        | 81263      | 81170       | Albi           | Carmaux-2 Vallée du Cérou                     | CC du Cordais et du Causse                                  | 21,51            | 396 (2022)                        | 18                 | modifier les données · modifier les données |
| Saint-Michel-de-Vax          | 81265      | 81140       | Albi           | Carmaux-2 Vallée du Cérou                     | CC du Cordais et du Causse                                  | 5,90             | 80 (2022)                         | 14                 | modifier les données · modifier les données |
| Saint-Michel-Labadié         | 81264      | 81340       | Albi           | Carmaux-1 Le Ségala                           | CC Val 81                                                   | 9,78             | 87 (2022)                         | 8,9                | modifier les données · modifier les données |
| Saint-Paul-Cap-de-Joux       | 81266      | 81220       | Castres        | Plaine de l'Agoût                             | CC du Lautrecois-Pays d'Agout                               | 17,01            | 1 060 (2022)                      | 62                 | modifier les données · modifier les données |
| Saint-Pierre-de-Trivisy      | 81267      | 81330       | Castres        | Les Hautes Terres d'Oc                        | CC Sidobre Vals et Plateaux                                 | 36,09            | 617 (2022)                        | 17                 | modifier les données · modifier les données |
| Saint-Salvi-de-Carcavès      | 81268      | 81530       | Castres        | Les Hautes Terres d'Oc                        | CC des Monts de Lacaune et de la Montagne du Haut Languedoc | 10,96            | 78 (2022)                         | 7,1                | modifier les données · modifier les données |
| Saint-Salvy-de-la-Balme      | 81269      | 81490       | Castres        | Castres-2                                     | CC Sidobre Vals et Plateaux                                 | 18,36            | 528 (2022)                        | 29                 | modifier les données · modifier les données |
| Saint-Sernin-lès-Lavaur      | 81270      | 81700       | Castres        | Le Pastel                                     | CC du Sor et de l'Agout                                     | 4,21             | 166 (2022)                        | 39                 | modifier les données · modifier les données |
| Saint-Sulpice-la-Pointe      | 81271      | 81370       | Castres        | Les Portes du Tarn                            | CC Tarn-Agout                                               | 23,99            | 9 674 (2022)                      | 403                | modifier les données · modifier les données |
| Saint-Urcisse                | 81272      | 81630       | Albi           | Vignobles et Bastides                         | CA Gaillac Graulhet Agglomération                           | 12,05            | 225 (2022)                        | 19                 | modifier les données · modifier les données |
| Sainte-Cécile-du-Cayrou      | 81246      | 81140       | Albi           | Vignobles et Bastides                         | CA Gaillac Graulhet Agglomération                           | 7,95             | 120 (2022)                        | 15                 | modifier les données · modifier les données |
| Sainte-Croix                 | 81326      | 81150       | Albi           | Albi-3                                        | CC Carmausin-Ségala                                         | 7,22             | 423 (2022)                        | 59                 | modifier les données · modifier les données |
| Sainte-Gemme                 | 81249      | 81190       | Albi           | Carmaux-1 Le Ségala                           | CC Carmausin-Ségala                                         | 20,16            | 846 (2022)                        | 42                 | modifier les données · modifier les données |
| Saïx                         | 81273      | 81710       | Castres        | Le Pastel                                     | CC du Sor et de l'Agout                                     | 13,79            | 3 714 (2022)                      | 269                | modifier les données · modifier les données |
| Saliès                       | 81274      | 81990       | Albi           | Albi-2                                        | CA de l'Albigeois                                           | 3,55             | 816 (2022)                        | 230                | modifier les données · modifier les données |
| Salles                       | 81275      | 81640       | Albi           | Carmaux-2 Vallée du Cérou                     | CC du Cordais et du Causse                                  | 8,19             | 196 (2022)                        | 24                 | modifier les données · modifier les données |
| Salvagnac                    | 81276      | 81630       | Albi           | Vignobles et Bastides                         | CA Gaillac Graulhet Agglomération                           | 33,41            | 1 236 (2022)                      | 37                 | modifier les données · modifier les données |
| Saussenac                    | 81277      | 81350       | Albi           | Carmaux-1 Le Ségala                           | CC Val 81                                                   | 17,39            | 627 (2022)                        | 36                 | modifier les données · modifier les données |
| Sauveterre                   | 81278      | 81240       | Castres        | Mazamet-2 Vallée du Thoré                     | CC Thoré Montagne Noire                                     | 12,39            | 186 (2022)                        | 15                 | modifier les données · modifier les données |
| La Sauzière-Saint-Jean       | 81279      | 81630       | Albi           | Vignobles et Bastides                         | CA Gaillac Graulhet Agglomération                           | 15,82            | 257 (2022)                        | 16                 | modifier les données · modifier les données |
| Le Ségur                     | 81280      | 81640       | Albi           | Carmaux-2 Vallée du Cérou                     | CC Carmausin-Ségala                                         | 18,91            | 261 (2022)                        | 14                 | modifier les données · modifier les données |
| Sémalens                     | 81281      | 81570       | Castres        | Plaine de l'Agoût                             | CC du Sor et de l'Agout                                     | 11,12            | 2 021 (2022)                      | 182                | modifier les données · modifier les données |
| Senaux                       | 81282      | 81530       | Castres        | Les Hautes Terres d'Oc                        | CC des Monts de Lacaune et de la Montagne du Haut Languedoc | 4,73             | 37 (2022)                         | 7,8                | modifier les données · modifier les données |
| Senouillac                   | 81283      | 81600       | Albi           | Les Deux Rives                                | CA Gaillac Graulhet Agglomération                           | 15,01            | 1 123 (2022)                      | 75                 | modifier les données · modifier les données |
| Le Sequestre                 | 81284      | 81990       | Albi           | Albi-2                                        | CA de l'Albigeois                                           | 5,42             | 2 025 (2022)                      | 374                | modifier les données · modifier les données |
| Sérénac                      | 81285      | 81350       | Albi           | Carmaux-1 Le Ségala                           | CC Val 81                                                   | 17,02            | 500 (2022)                        | 29                 | modifier les données · modifier les données |
| Serviès                      | 81286      | 81220       | Castres        | Plaine de l'Agoût                             | CC du Lautrecois-Pays d'Agout                               | 12,80            | 591 (2022)                        | 46                 | modifier les données · modifier les données |
| Sieurac                      | 81287      | 81120       | Albi           | Le Haut Dadou                                 | CC Centre Tarn                                              | 8,72             | 263 (2022)                        | 30                 | modifier les données · modifier les données |
| Sorèze                       | 81288      | 81540       | Castres        | La Montagne noire                             | CC Aux sources du Canal du Midi                             | 41,64            | 2 978 (2022)                      | 72                 | modifier les données · modifier les données |
| Soual                        | 81289      | 81580       | Castres        | Le Pastel                                     | CC du Sor et de l'Agout                                     | 14,17            | 2 649 (2022)                      | 187                | modifier les données · modifier les données |
| Souel                        | 81290      | 81170       | Albi           | Carmaux-2 Vallée du Cérou                     | CC du Cordais et du Causse                                  | 9,70             | 172 (2022)                        | 18                 | modifier les données · modifier les données |
| Taïx                         | 81291      | 81130       | Albi           | Carmaux-2 Vallée du Cérou                     | CC Carmausin-Ségala                                         | 4,76             | 537 (2022)                        | 113                | modifier les données · modifier les données |
| Tanus                        | 81292      | 81190       | Albi           | Carmaux-1 Le Ségala                           | CC Carmausin-Ségala                                         | 19,07            | 541 (2022)                        | 28                 | modifier les données · modifier les données |
| Tauriac                      | 81293      | 81630       | Albi           | Vignobles et Bastides                         | CA Gaillac Graulhet Agglomération                           | 9,92             | 396 (2022)                        | 40                 | modifier les données · modifier les données |
| Técou                        | 81294      | 81600       | Albi           | Les Deux Rives                                | CA Gaillac Graulhet Agglomération                           | 19,40            | 1 099 (2022)                      | 57                 | modifier les données · modifier les données |
| Teillet                      | 81295      | 81120       | Albi           | Le Haut Dadou                                 | CC des Monts d'Alban et du Villefranchois                   | 24,22            | 451 (2022)                        | 19                 | modifier les données · modifier les données |
| Terre-de-Bancalié            | 81233      | 81120       | Albi           | Le Haut Dadou                                 | CC Centre Tarn                                              | 84,14            | 1 728 (2022)                      | 21                 | modifier les données · modifier les données |
| Terssac                      | 81297      | 81150       | Albi           | Albi-3                                        | CA de l'Albigeois                                           | 5,43             | 1 200 (2022)                      | 221                | modifier les données · modifier les données |
| Teulat                       | 81298      | 81500       | Castres        | Lavaur Cocagne                                | CC Tarn-Agout                                               | 10,07            | 483 (2022)                        | 48                 | modifier les données · modifier les données |
| Teyssode                     | 81299      | 81220       | Castres        | Plaine de l'Agoût                             | CC du Lautrecois-Pays d'Agout                               | 22,88            | 382 (2022)                        | 17                 | modifier les données · modifier les données |
| Tonnac                       | 81300      | 81170       | Albi           | Carmaux-2 Vallée du Cérou                     | CA Gaillac Graulhet Agglomération                           | 11,23            | 105 (2022)                        | 9,3                | modifier les données · modifier les données |
| Tréban                       | 81302      | 81190       | Albi           | Carmaux-1 Le Ségala                           | CC Carmausin-Ségala                                         | 3,17             | 58 (2022)                         | 18                 | modifier les données · modifier les données |
| Trébas                       | 81303      | 81340       | Albi           | Carmaux-1 Le Ségala                           | CC Val 81                                                   | 5,67             | 404 (2022)                        | 71                 | modifier les données · modifier les données |
| Trévien                      | 81304      | 81190       | Albi           | Carmaux-2 Vallée du Cérou                     | CC Carmausin-Ségala                                         | 16,26            | 200 (2022)                        | 12                 | modifier les données · modifier les données |
| Vabre                        | 81305      | 81330       | Castres        | Les Hautes Terres d'Oc                        | CC Sidobre Vals et Plateaux                                 | 28,43            | 716 (2022)                        | 25                 | modifier les données · modifier les données |
| Valderiès                    | 81306      | 81350       | Albi           | Carmaux-1 Le Ségala                           | CC Carmausin-Ségala                                         | 20,42            | 828 (2022)                        | 41                 | modifier les données · modifier les données |
| Valdurenque                  | 81307      | 81090       | Castres        | Mazamet-1                                     | CA de Castres-Mazamet                                       | 5,99             | 886 (2022)                        | 148                | modifier les données · modifier les données |
| Valence-d'Albigeois          | 81308      | 81340       | Albi           | Carmaux-1 Le Ségala                           | CC Val 81                                                   | 20,47            | 1 276 (2022)                      | 62                 | modifier les données · modifier les données |
| Vaour                        | 81309      | 81140       | Albi           | Carmaux-2 Vallée du Cérou                     | CC du Cordais et du Causse                                  | 14,12            | 361 (2022)                        | 26                 | modifier les données · modifier les données |
| Veilhes                      | 81310      | 81500       | Castres        | Lavaur Cocagne                                | CC Tarn-Agout                                               | 5,59             | 145 (2022)                        | 26                 | modifier les données · modifier les données |
| Vénès                        | 81311      | 81440       | Castres        | Plaine de l'Agoût                             | CC du Lautrecois-Pays d'Agout                               | 27,42            | 723 (2022)                        | 26                 | modifier les données · modifier les données |
| Verdalle                     | 81312      | 81110       | Castres        | La Montagne noire                             | CC du Sor et de l'Agout                                     | 24,24            | 1 026 (2022)                      | 42                 | modifier les données · modifier les données |
| Le Verdier                   | 81313      | 81140       | Albi           | Vignobles et Bastides                         | CA Gaillac Graulhet Agglomération                           | 9,54             | 227 (2022)                        | 24                 | modifier les données · modifier les données |
| Viane                        | 81314      | 81530       | Castres        | Les Hautes Terres d'Oc                        | CC des Monts de Lacaune et de la Montagne du Haut Languedoc | 38,37            | 531 (2022)                        | 14                 | modifier les données · modifier les données |
| Vielmur-sur-Agout            | 81315      | 81570       | Castres        | Plaine de l'Agoût                             | CC du Lautrecois-Pays d'Agout                               | 11,61            | 1 377 (2022)                      | 119                | modifier les données · modifier les données |
| Vieux                        | 81316      | 81140       | Albi           | Vignobles et Bastides                         | CA Gaillac Graulhet Agglomération                           | 6,95             | 230 (2022)                        | 33                 | modifier les données · modifier les données |
| Villefranche-d'Albigeois     | 81317      | 81430       | Albi           | Le Haut Dadou                                 | CC des Monts d'Alban et du Villefranchois                   | 22,09            | 1 235 (2022)                      | 56                 | modifier les données · modifier les données |
| Villeneuve-lès-Lavaur        | 81318      | 81500       | Castres        | Lavaur Cocagne                                | CC Tarn-Agout                                               | 6,16             | 138 (2022)                        | 22                 | modifier les données · modifier les données |
| Villeneuve-sur-Vère          | 81319      | 81130       | Albi           | Albi-3                                        | CC Carmausin-Ségala                                         | 15,89            | 533 (2022)                        | 34                 | modifier les données · modifier les données |
| Vindrac-Alayrac              | 81320      | 81170       | Albi           | Carmaux-2 Vallée du Cérou                     | CC du Cordais et du Causse                                  | 9,82             | 155 (2022)                        | 16                 | modifier les données · modifier les données |
| Le Vintrou                   | 81321      | 81240       | Castres        | Mazamet-2 Vallée du Thoré                     | CC Thoré Montagne Noire                                     | 11,38            | 91 (2022)                         | 8,0                | modifier les données · modifier les données |
| Virac                        | 81322      | 81640       | Albi           | Carmaux-2 Vallée du Cérou                     | CC Carmausin-Ségala                                         | 11,44            | 252 (2022)                        | 22                 | modifier les données · modifier les données |
| Viterbe                      | 81323      | 81220       | Castres        | Plaine de l'Agoût                             | CC du Lautrecois-Pays d'Agout                               | 6,51             | 360 (2022)                        | 55                 | modifier les données · modifier les données |
| Viviers-lès-Lavaur           | 81324      | 81500       | Castres        | Lavaur Cocagne                                | CC Tarn-Agout                                               | 10,02            | 265 (2022)                        | 26                 | modifier les données · modifier les données |
| Viviers-lès-Montagnes        | 81325      | 81290       | Castres        | Le Pastel                                     | CC du Sor et de l'Agout                                     | 17,91            | 1 992 (2022)                      | 111                | modifier les données · modifier les données |
| Tarn                         | 81         |             |                |                                               |                                                             | 5 758,00         | 396 168 (2022)                    | 69                 | modifier les données                        |